# هلگه لارسون
هلگه لارسون (انگلیسی: Helge Larsson; ۲۵ اکتبر ۱۹۱۶ – ۱۹ نوامبر ۱۹۷۱) قایقران کانو اهل سوئد بود.